# Polisot
Polisot é uma comuna francesa na região administrativa de Grande Leste, no departamento de Aube. Estende-se por uma área de 10,52 km². Em 2010 a comuna tinha 332 habitantes (densidade: 31,6 hab./km²).